# A Primeira Missa
A Primeira Missa é um filme produzido no Brasil e lançado em 1961 sob a direção e roteiro de Lima Barreto, baseado na história Nhá Colaquinha Cheia de Graça de Nair Lacerda.

## Elenco
- Margarida Cardoso como Escolástica
- José Mariano Filho como Bentinho
- Cavalheiro Lima como Bentinho (adulto)
- Dionísio Azevedo como Mestre Zuza
- Araçary de Oliveira como Florinda
- Ferreira Leite como Padre José
- Nieta Junqueira como Professora
- Lima Barreto como Tonico
- Luciano Gregory
- Henricão
- Roberto Alrean
- Artur Barman
- Felipe Barreto
- Martin Binder
- Francisco Brasileiro
- Ricardo Campos
- Múcio Ferreira
- Galileu Garcia
- Vittorio Gobbis
- Jaime Gonçalves
- Nelson Oliver
- Joel Penteado
- Jacyra Sampaio

## Produção
O filme foi gravado na cidade de Jambeiro, no Vale do Paraíba, durante o ano de 1960.

## Prêmios
| Ano  | Premiação                                                  | Categoria               | Recipiente         | Resultado | Ref.  |
| ---- | ---------------------------------------------------------- | ----------------------- | ------------------ | --------- | ----- |
| 1961 | Prêmio Associação Brasileira de Cronistas Cinematográficos | Melhor Ator             | Dionísio Azevedo   | Venceu    | [ 1 ] |
| 1961 | Prêmio Associação Brasileira de Cronistas Cinematográficos | Melhor Fotografia       | H.E. Fowle         | Venceu    | [ 1 ] |
| 1961 | Prêmio Associação Brasileira de Cronistas Cinematográficos | Melhor Roteiro          | Lima Barreto       | Venceu    | [ 1 ] |
| 1961 | Prêmio Saci                                                | Melhor Roteiro          | Lima Barreto       | Venceu    | [ 1 ] |
| 1961 | Prêmio Saci                                                | Melhor Edição           | Mauro Alice        | Venceu    | [ 1 ] |
| 1961 | Prêmio Governador do Estado                                | Melhor Edição           | Mauro Alice        | Venceu    | [ 1 ] |
| 1961 | Prêmio Governador do Estado                                | Melhor Cenografia       | Geraldo Ambrósio   | Venceu    | [ 1 ] |
| 1961 | Prêmio Governador do Estado                                | Melhor Ator             | Dionísio Azevedo   | Venceu    | [ 1 ] |
| 1961 | Troféu Cinelândia                                          | Melhor Revelação        | José Mariano Filho | Venceu    | [ 1 ] |
| 1961 | Festival de Curitiba                                       | Melhor Revelação        | José Mariano Filho | Venceu    | [ 1 ] |
| 1961 | Prêmio Cidade de São Paulo                                 | Melhor Roteiro          | Lima Barreto       | Venceu    | [ 1 ] |
| 1961 | Prêmio Cidade de São Paulo                                 | Melhor Atriz Secundária | Margarida Cardoso  | Venceu    | [ 1 ] |